# William Carqueville
Pour les articles homonymes, voir Carqueville.
William L. Carqueville, dit parfois Will Carqueville (né en 1871 à Chicago - mort en 1946 à River Forest près de Chicago) est un artiste peintre, graveur et affichiste américain relié à l'Art nouveau.

## Parcours
Très jeune, William Carqueville apprend l'art de la gravure dans la société de son père, la Shober & Carqueville Lithographing Company fondée à Chicago par le lithographe d'origine allemande Charles Shober (1831- ?). Edward Carqueville (1841-1898), lui aussi venu d'Allemagne, était partenaire de Shober depuis 1876 et leur société, la première du genre à Chicago, produisait quantités d'affiches, de cartes géographiques, de partitions musicales et de chromos. Au milieu des années 1880, Edward prend le contrôle de la société et forme indirectement son jeune fils aux techniques modernes d'impression.
La carrière de William Carqueville en tant qu'affichiste, est à replacer dans le contexte de l'époque : Chicago connaît vers 1890 une explosion créatrice remarquable, où des artistes comme William Bradley et Frank Hazenplug contribuent à transformer les arts graphiques.
|  |

La première affiche de Carqueville est imprimée en décembre 1894 pour le compte du Lippincott's Monthly Magazine (en), l'un des périodiques les plus célèbres de son temps. Son père lui avait trouvé cet emploi de graphiste, William exécuta plusieurs affiches et quelques dessins puis fut remplacé en octobre 1895 par J. J. Gould. Il décida alors de partir pour Paris.
Durant une année, il explore la capitale française qui s'éveille à l'art nouveau, visite également l'Angleterre et décide de vivre de son art. Il croise sans doute Jules Chéret qui choisit de reproduire les couvertures de mai et août 1895 de Lippincott's dans sa revue Les Maîtres de l'affiche (1895-1900).
Quand il revient à Chicago à la fin de l'année 1896, il se remet à produire des affiches, entre autres pour les magazines International, Harper’s, The Atlantic Monthly, Scribner’s.
Son style est beaucoup moins floral et plus épuré que ses collègues français, et est marqué par le japonisme, alors en vogue.
En 1898, son père meurt, et William reprend en partie les commandes de la société qui bientôt, périclité. Il est embauché par l'Art Institute of Chicago tout en se consacrant à sa peinture : il développe un style réaliste.
Après 1918, il entre au service du département artistique du Chicago Tribune et expose sa peinture de façon régulière.
Il meurt en 1946 à River Forest (Illinois), dans la banlieue de Chicago.